# Copa Intercontinental de Futsal 2024 (AMF)
La Copa Intercontinental de Clubes de Fútbol de Salón 2024 fue la decimoséxta edición de la competición. Se llevó a cabo en la ciudad de Armenia, Colombia, organizada por la Federación Colombiana de Fútbol de Salón y la Asociación Mundial de Futsal (AMF). Este evento deportivo se desarrolló del 2 al 6 de octubre en el Coliseo del Café.
La competición contó con la participación de equipos de México, Paraguay, Brasil, Uruguay, Venezuela, España y Colombia. Entre los representantes colombianos están Caciques del Quindío y Faraones de Pitalito. Además de los equipos colombianos, compitieron Calvario Latinos F. C. de México; Sport Azucena de Paraguay; CEFES de Brasil; Timón de Pando de Uruguay; C.F.S. Montsant de España y Deportivo Automar de Venezuela. Previo al inicio del torneo, se llevó a cabo un congresillo técnico, una reunión clave donde se definirán los grupos y el calendario de partidos para esta cita del futsal mundial.
Caciques del Quindío se coronó campeón, obteniendo el segundo título en esta competición.

## Sede
La sede en la que se llevó a cabo el mundial fue en la ciudad de Armenia, Quindío, en Colombia y el estadio en el que se desarrollaron todos los partidos del torneo fue en el Coliseo del Café.
| Armenia          |
| Coliseo del Café |
| Capacidad: 9.000 |
|                  |

## Equipos participantes
| Confederación                                                   | Selección              | Clasificación                                                                               |
| --------------------------------------------------------------- | ---------------------- | ------------------------------------------------------------------------------------------- |
| CSFS (Sudamérica) (6 cupos)                                     | Caciques del Quindío   | (Anfitrión) (3.er Puesto) Copa Intercontinental 2023 (Campeón Sudamericano Zona Norte) 2024 |
| CSFS (Sudamérica) (6 cupos)                                     | Faraones de Pitalito   | (Campeón Copa Intercontinental) 2023                                                        |
| CSFS (Sudamérica) (6 cupos)                                     | CEFES                  |                                                                                             |
| CSFS (Sudamérica) (6 cupos)                                     | Sport Azucena          |                                                                                             |
| CSFS (Sudamérica) (6 cupos)                                     | Timón de Pando         |                                                                                             |
| CSFS (Sudamérica) (6 cupos)                                     | Deportivo Automar      |                                                                                             |
| AFEFS (Europa) (1 cupo)                                         | C. F. S. Montsant      |                                                                                             |
| CONCACFUTSAL (Norteamérica, Centroamérica y El Caribe) (1 cupo) | Calvario Latinos F. C. | (4.to Puesto) Copa Intercontinental 2023                                                    |

| Caciques del Quindío | Calvario Latinos F. C. | CEFES         | C. F. S. Montsant |
| Deportivo Automar    | Faraones de Pitalito   | Sport Azucena | Timón de Pando    |

## Formato
Los 8 participantes se dividen en 2 grupos de 4, donde compiten bajo el sistema de todos contra todos. Los dos primeros de cada grupo avanzan a las semifinales, enfrentándose el primero del grupo A contra el segundo del grupo B, y viceversa. Los ganadores de estas semifinales disputarán la final para definir al campeón.

## Fase de grupos
|  |                             |
|  | Clasificados a semifinales. |
|  | Eliminados.                 |

### Grupo A
| Equipo               | Pts | PJ | PG | PE | PP | GF | GC | Dif |
| -------------------- | --- | -- | -- | -- | -- | -- | -- | --- |
| Caciques del Quindío | 6   | 3  | 3  | 0  | 0  | 20 | 4  | +16 |
| Sport Azucena        | 4   | 3  | 2  | 0  | 1  | 17 | 17 | 0   |
| CEFES                | 2   | 3  | 1  | 0  | 2  | 11 | 12 | -1  |
| C. F. S. Montsant    | 0   | 3  | 0  | 0  | 3  | 8  | 23 | -15 |

| 2 de octubre de 2024 | CEFES | 7 - 2   | C. F. S. Montsant | Coliseo del Café, Armenia |  |
| 18:00                | Bernardo Robayo · Rafael Dos Santos · Ismael de Carvalho · Pedro Ivo Da Silva · Luis Henrique · Tiago Da Rosa | Reporte | Ricardo Cuenca    |                           |  |

| 2 de octubre de 2024 | Caciques del Quindío                                                                 | 8 - 3   | Sport Azucena             | Coliseo del Café, Armenia |  |
| 20:00                | Cristian Romero · Maicol Orozco · Maicol Martínez · Jhon Garces · Sebastián Renteria | Reporte | Andrés Báez · Julio Rodas |                           |  |

| 3 de octubre de 2024 | Sport Azucena | 5 - 4   | CEFES | Coliseo del Café, Armenia |  |
| 14:00                |               | Reporte |       |                           |  |

| 3 de octubre de 2024 | C. F. S. Montsant | 1 - 7   | Caciques del Quindío | Coliseo del Café, Armenia |  |
| 20:00                |                   | Reporte |                      |                           |  |

| 4 de octubre de 2024 | C. F. S. Montsant                                                                  | 5 - 9   | Sport Azucena                                                                     | Coliseo del Café, Armenia |  |
| 18:00                | Ramón Picó · Gabriel Requena · Pol Caballero · Arthur Goncalves · Mustapha Chralbi | Reporte | Andrés Báez · Rolando Ascona · Alejandro Núñez · Pablo Giménez · Floriano Pereira |                           |  |

| 4 de octubre de 2024 | Caciques del Quindío                                                     | 5 - 0   | CEFES | Coliseo del Café, Armenia |  |
| 20:00                | Deyron Riascos · Robinson Jaramillo · Maicol Castiblanco · Maicol Orozco | Reporte |       |                           |  |

### Grupo B
| Equipo                 | Pts | PJ | PG | PE | PP | GF | GC | Dif |
| ---------------------- | --- | -- | -- | -- | -- | -- | -- | --- |
| Calvario Latinos F. C. | 4   | 3  | 2  | 0  | 1  | 9  | 8  | +1  |
| Faraones de Pitalito   | 4   | 3  | 2  | 0  | 1  | 18 | 12 | +6  |
| Timón de Pando         | 2   | 3  | 1  | 0  | 2  | 8  | 11 | -3  |
| Deportivo Automar      | 2   | 3  | 1  | 0  | 2  | 7  | 11 | -4  |

| 2 de octubre de 2024 | Timón de Pando | 1 - 2   | Calvario Latinos F. C. | Coliseo del Café, Armenia |  |
| 14:00                | Marcio Gentil  | Reporte | Alan Crespo            |                           |  |

| 2 de octubre de 2024 | Deportivo Automar                 | 2 - 7   | Faraones de Pitalito                                                                                     | Coliseo del Café, Armenia |  |
| 16:00                | Nelson Marrugo · Edixon Velásquez | Reporte | Sebastián Orjuela · Julián Buritica · Juan Mejia · Nelson Cardozo · Harrison LLanos · Alexander Arboleta |                           |  |

| 3 de octubre de 2024 | Timón de Pando | 3 - 2   | Deportivo Automar | Coliseo del Café, Armenia |  |
| 16:00                |                | Reporte |                   |                           |  |

| 3 de octubre de 2024 | Calvario Latinos F. C. | 6 - 4   | Faraones de Pitalito | Coliseo del Café, Armenia |  |
| 18:00                |                        | Reporte |                      |                           |  |

| 4 de octubre de 2024 | Deportivo Automar                                 | 3 - 1   | Calvario Latinos F. C. | Coliseo del Café, Armenia |  |
| 14:00                | Luis Blanco · William Alvarado · Edixon Velásquez | Reporte | Edixon Romero a.g.'    |                           |  |

| 4 de octubre de 2024 | Faraones de Pitalito                                                 | 7 - 4   | Timón de Pando | Coliseo del Café, Armenia |  |
| 16:00                | Diego Gómez · Sebastián Orjuela · Julián Buritica · Felipe Tangarife | Reporte |                |                           |  |

## Fase final

### Cuadro de desarrollo
|  | Semifinales            | Semifinales |                        |                      | Final                | Final        |  |
|  |                        |             |                        |                      |                      |              |  |
|  |                        |             |                        |                      |                      |              |  |
|  | Caciques del Quindío   | 1           |                        |                      |                      |              |  |
|  | Caciques del Quindío   | 1           |                        |                      |                      |              |  |
|  | Faraones de Pitalito   | 0           |                        |                      |                      |              |  |
|  | Faraones de Pitalito   | 0           |                        | Caciques del Quindío | 1                    |              |  |
|  |                        |             |                        | Caciques del Quindío | 1                    |              |  |
|  |                        |             | Calvario Latinos F. C. | 0                    |                      |              |  |
|  | Calvario Latinos F. C. | 7           | Calvario Latinos F. C. | 0                    |                      |              |  |
|  | Calvario Latinos F. C. | 7           |                        |                      |                      |              |  |
|  | Sport Azucena          | 4           |                        |                      | Tercer lugar         | Tercer lugar |  |
|  | Sport Azucena          | 4           |                        |                      | Tercer lugar         | Tercer lugar |  |
|  |                        |             |                        |                      |                      |              |  |
|  |                        |             |                        |                      | Faraones de Pitalito | 5            |  |
|  |                        |             |                        |                      | Faraones de Pitalito | 5            |  |
|  |                        |             |                        |                      | Sport Azucena        | 3            |  |
|  |                        |             |                        |                      | Sport Azucena        | 3            |  |
|  |                        |             |                        |                      |                      |              |  |

### Quinto lugar
|  | Quinto puesto  |   |  |
|  |                |   |  |
|  | CEFES          | 5 |  |
|  | CEFES          | 5 |  |
|  | Timón de Pando | 6 |  |
|  | Timón de Pando | 6 |  |

### Séptimo lugar
|  | Séptimo puesto    |   |  |
|  |                   |   |  |
|  | C. F. S. Montsant | 3 |  |
|  | C. F. S. Montsant | 3 |  |
|  | Deportivo Automar | 6 |  |
|  | Deportivo Automar | 6 |  |

### Semifinales
| 5 de octubre | Calvario Latinos F. C.  | 7 - 4   | Sport Azucena                     | Coliseo del Café, Armenia |  |
| 18:00        | Stiven · Bravo · Crespo | Reporte | Núñez · Báez · Giménez · Zorrilla |                           |  |

| 5 de octubre | Caciques del Quindío | 1 - 0   | Faraones de Pitalito | Coliseo del Café, Armenia |  |
| 20:00        | Anotado              | Reporte |                      |                           |  |

### Séptimo puesto
| 5 de octubre | C. F. S. Montsant | 3 - 6   | Deportivo Automar | Coliseo del Café, Armenia |  |
|              |                   | Reporte |                   |                           |  |

### Quinto puesto
| 5 de octubre | CEFES | 5 - 6   | Timón de Pando | Coliseo del Café, Armenia |  |
|              |       | Reporte |                |                           |  |

### Tercer puesto
| 6 de octubre | Faraones de Pitalito                            | 5 - 3 | Sport Azucena                                       | Coliseo del Café, Armenia |  |
|              | Jorge Vélez · Julián Buriticá · Harrison Llanos |       | Alejandro Núñez · Rolando Ascona · Floriano Pereira |                           |  |

### Final
| 6 de octubre | Caciques del Quindío          | 1 - 0   | Calvario Latinos F. C. | Coliseo del Café, Armenia        |                                  |
| 19:00        | Cristian Camilo Romero Vargas | Reporte |                        | Árbitro(s): Joselito R. Escalona | Árbitro(s): Joselito R. Escalona |

|                                          |
| Bandera de Colombia                      |
| Campeón Caciques del Quindío 2.do Título |

## Tabla general
| Pos. | Equipo                 | Pts | J | G | E | P | GF | GC | Dif. | Rend. |
| ---- | ---------------------- | --- | - | - | - | - | -- | -- | ---- | ----- |
| 1    | Caciques del Quindío   | 10  | 5 | 5 | 0 | 0 | 22 | 4  | +18  | 100%  |
| 2    | Calvario Latinos F. C. | 6   | 5 | 3 | 0 | 2 | 16 | 13 | +3   | 60%   |
| 3    | Faraones de Pitalito   | 6   | 5 | 3 | 0 | 2 | 23 | 16 | +7   | 60%   |
| 4    | Sport Azucena          | 4   | 5 | 2 | 0 | 3 | 24 | 29 | -5   | 40%   |
| 5    | Timón de Pando         | 4   | 4 | 2 | 0 | 2 | 14 | 16 | -2   | 50%   |
| 6    | CEFES                  | 2   | 4 | 1 | 0 | 3 | 16 | 18 | -2   | 25%   |
| 7    | Deportivo Automar      | 4   | 4 | 2 | 0 | 2 | 13 | 14 | -1   | 50%   |
| 8    | C. F. S. Montsant      | 0   | 4 | 0 | 0 | 4 | 11 | 29 | -18  | 0%    |